# 艾肯冰川
77°38′S 163°24′E / 77.633°S 163.400°E
艾肯冰川是南極洲的冰川，位於維多利亞地的斯科特海岸，處於馮蓋拉德冰川和威爾斯冰川之間，流經庫克里山，以水文學家命名。